# Le Roi fou du Népal
Le Roi fou du Népal est un roman d'espionnage de la série SAS, portant le no 145 de la série, écrit par Gérard de Villiers. 
Publié en 2002 aux éditions Gérard de Villiers, il a été, comme tous les SAS parus au cours des années 2000, édité à 300 000 exemplaires en France lors de la première édition. 
Évoquant directement le massacre de la famille royale du Népal, l'action se déroule en septembre-octobre 2001, principalement à Katmandou, au Népal.

## Personnages principaux
- Américains et Européens : Malko Linge, Larry Doolittle (chef de l'antenne de la CIA au Népal), Andrew Teck (chef de l'antenne du MI-6 au Népal), Anna Dickens (journaliste et maîtresse de Malko), Timothy Mason (mercenaire employé par le MI-6), Dave Robins (gérant de casinos).

- Famille royale népalaise : roi Birendra (assassiné), prince Dipendra (auteur du carnage, s'est « suicidé »), prince Bahadur, princesse Ketaki, prince puis roi Gyanendra.

- Autres personnages népalais : Prativa Thapa (maîtresse de Malko), Kumar Dixit (officier népalais), Baba Tuladnar, Guluth.

## Résumé
Le récit commence le 1er juin 2001 à Katmandou au Népal : Dipendra, prince héritier de la Couronne népalaise, assassine neuf personnes de la famille royale, dont le roi Birendra. Il est retrouvé quelques minutes plus tard dans les jardins de la résidence royale après avoir tenté de se suicider ; il meurt trois jours plus tard. 
Selon l'enquête officielle, laconique et baclée, le prince a massacré les membres de sa famille en raison du refus du roi et de la reine de l'autoriser à épouser une femme qu'il aimait. 
Trois mois après, la CIA envoie Malko pour enquêter sur place. Le nouveau roi Gyanendra a en effet changé de politique intérieure : alors que l'ancien roi avait décidé, en accord avec les États-Unis, d'adopter une politique prudente et réservée à l'égard du mouvement maoïste intérieur, le nouveau roi se montre beaucoup plus ferme. À long terme, une révolution violente pourrait avoir lieu, ce qui inquiète la CIA. 
Malko commence son enquête et contacte successivement Larry Doolittle (chef de l'antenne de la CIA au Népal) et Andrew Teck (chef de l'antenne du MI-6). Au cours d'une enquête dans laquelle sa vie est directement menacée à quatre reprises par des attentats, il prend conscience que le carnage n'était pas accidentel et qu'il ne découlait pas d'une passion amoureuse contrariée. Il s'agissait d'un véritable coup d'État organisé par des membres de la famille royale népalaise (a priori par Gyanendra) et par Andrew Teck. Le prince Dipendra avait cru pouvoir assassiner le roi pour prendre sa succession, mais avait été lui-même exécuté par un homme du MI-6 dans la foulée du massacre. Il a donc été manipulé, mais Malko doit découvrir par qui et trouver des preuves, en l'occurrence des témoins. Or il n'y a eu qu'un seul témoin oculaire des faits : un aide de camp du prince Dipendra, Kumar Dixit, qui a mystérieusement disparu depuis trois mois. Malko va tout mettre en œuvre pour le retrouver avant Andrew Teck et l'armée népalaise...

## Autour du roman
En mai 2008, la royauté sera abolie au Népal et Gyanendra chassé du pouvoir.